# Anisothecium palustre
Anisothecium palustre är en bladmossart som beskrevs av Ingebrigt Severin Hagen 1915. Anisothecium palustre ingår i släktet Anisothecium och familjen Dicranaceae. Inga underarter finns listade i Catalogue of Life.